# Leonardo AW169
Leonardo AW169 (dříve AgustaWestland AW169) je víceúčelový vrtulník vyráběný italsko-britskou společností AgustaWestland. Ještě v roce 2016 se AgustaWestland přejmenovala na Leonardo a její vrtulník na Leonardo AW169.

## Vývoj
Vrtulník byl veřejnosti představen 19. července 2010 na 47. ročníku Mezinárodního aerosalonu ve Farnborough. Je považován za konkurenta strojů EC 145 a Eurocopter Dauphin. První prototyp se od země odlepil poprvé v Cascian Costa dne 10. května 2012. Společnost Leonardo předpokládá, že se do roku 2030 podaří prodat zhruba 1 000 kusů.
AW169 se svou koncepcí (maximální vzletová hmotnost 4 800 kg, 11 pasažérů) řadí mezi stroje AW109 (3 400 kg, 8 cestujících) a AW139 s maximální vzletovou hmotností 7 000 kg a možností přepravit 15 osob.
15. července 2015 byla zahájena výroba a od té doby se vyrobilo přes 90 kusů, přičemž dalších 200 je objednáno.
Stroj může být vybaven záchranným hákem, nákladním hákem a zdravotnickým vybavením, aby splňoval požadavky civilních i armádních operátorů.

## Varianty
- AW169 - základní verze

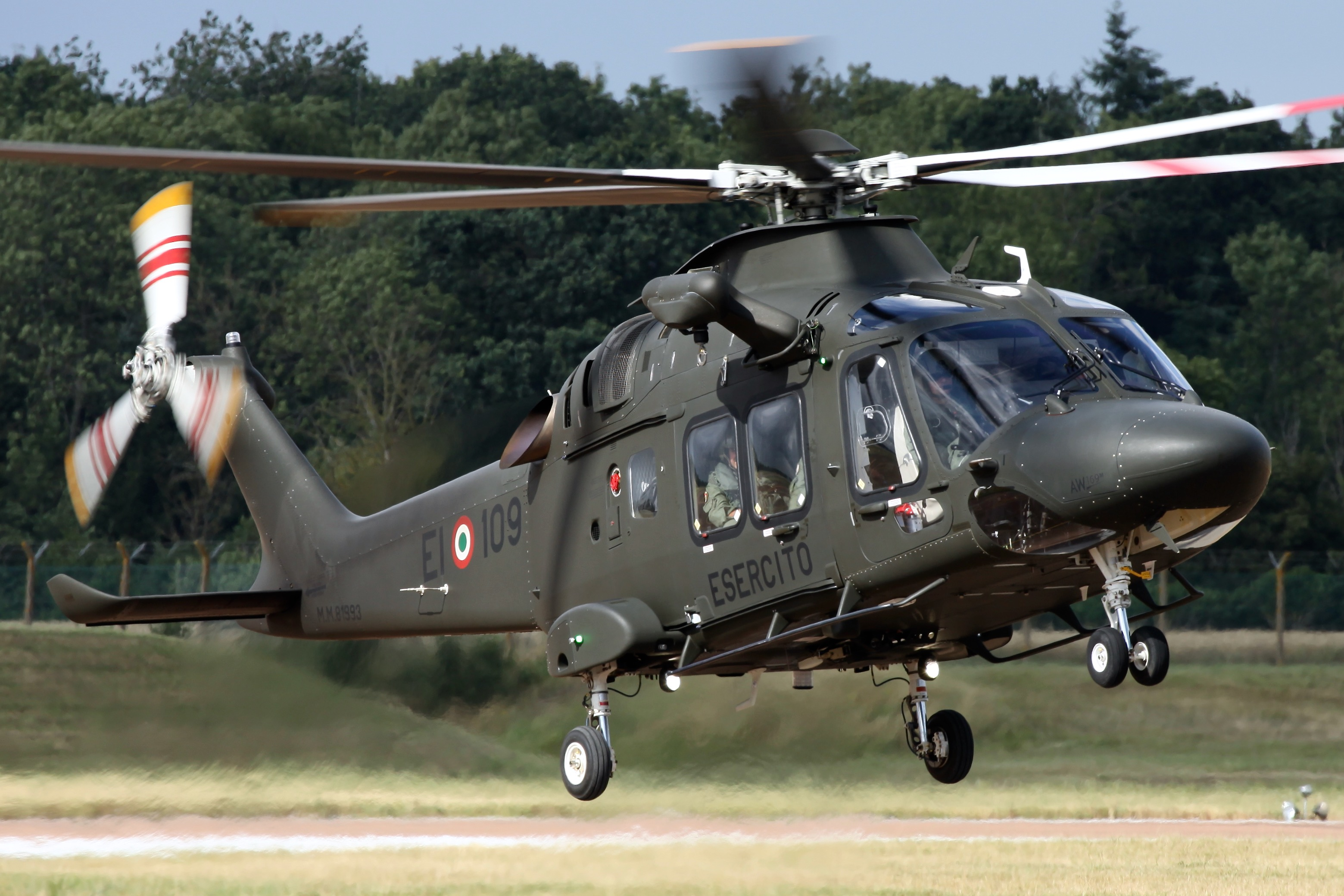
UH-169B italské armády

- AW169M - verze schopná nést výzbroj sestávající z kulometů a raketnic
- UH-169A - označení AW169M u Servizio aereo della Guardia di Finanza
- UH-169B - označení AW169M jako cvičného vrtulníku u italské armády
- UH-169C - označení AW169M u Karabiniéři

## Uživatelé

### Vojenští
- Itálie
  - Aviazione dell'Esercito (AVES) - první 2 kusy objednány 20. prosince 2019, první z nich dodán 10. července 2020
  - Karabiniéři - v červnu 2019 objednáno 5 strojů
- Katar
  - Katarské letectvo - v roce 2021 se ve službě nacházely 4 stroje [2]
- Rakousko
  - Rakouské letectvo - v roce 2020 rakouské ministerstvo obrany objednalo 18 vrtulníků a v roce 2023 dalších 18, které by měly nahradit dosluhující Alouette III [3]